# Леонид Островски
Леонид Островски (на латвийски: Leonīds Ostrovskis; на украински: Леонід Островський) е съветски футболист и треньор.

## Кариера
През 1954 г. Островски започва да играе в Даугава Рига. На 26 април 1956 г. след пореден мач на Даугава получава покана от Константин Бесков да отиде в Торпедо Москва. Основният аргумент към Островски е възможността да играе в националния отбор на СССР. Въпреки това, Островски отначало не попада в титулярния състав. Скоро Бесков напуска клуба. Новият треньор успява да види възможностите на играча и го налага в отбора.
През 1958 г. той е повикан за първи път в националния отбор на СССР, подготвяйки се за Световната купа 1958. Но той не играе на турнира. След 4 години играе и на Мондиал 1962.
През 1963 г., решава да премине в Динамо Киев, което предизвиква негативна реакция от ръководителите на Торпедо. Островски е дисквалифициран и е принуден почти половин година да не играе. Той играе в шампионата на Киев под фалшиво име. По-късно получава разрешение да играе за Динамо.
През 1966 г. Островски отново е повикан в националния отбор на СССР за тренировъчен лагер преди Световната купа през 1966 г. През 1968 г., вследствие на контузия, завършва кариерата си. Той става треньор в школата на Динамо (1968, 1971, 1972 – 1974, 1994 – ?).

## Отличия

### Отборни
Торпедо Москва
- Съветска Висша лига: 1960
- Купа на СССР по футбол: 1960

Динамо Киев
- Съветска Висша лига: 1966, 1967, 1968
- Купа на СССР по футбол: 1964, 1966